# Heptadenmuster
Als Heptadenmuster oder Heptad-Wiederholung (englisch: heptad repeat) bezeichnet man ein Sequenzmotiv, bei dem hydrophobe Aminosäurereste an 1. und 4. Position eines sieben Aminosäuren umfassenden Abschnitts stehen. Das Motiv kann folgendermaßen beschrieben werden:
```
 
a b c d e f g
             H: hydrophober Aminosäurerest
 
H
 P P 
H
 C P C             P: polarer Aminosäurerest
                           C: elektrisch geladener Aminosäurerest (engl. 
charged residue
)
```

Die einzelnen Aminosäurereste werden mit den Minuskeln von a bis g notiert. Bei Fortführung der Sequenz notiert man von a’ bis g’, a’’ bis g’’ usw.
Dieses Motiv ist eine markante Struktur von Coiled-Coils, insbesondere der bZIP-Domäne. Durch die hydrophobe Wechselwirkung dieser Aminosäuren wird die Coiled-Coil-Struktur stabilisiert.